# مسجد موسكو الجامع
مسجد موسكو الجامع (الروسية: Московская соборная мечеть)، مسكوفسكيا سَبورنايا مِتشيت، ويسمى كذلك جامع موسكو الكبير هو المسجد الرئيسي في موسكو، عاصمة روسيا. يقع في رواق أولمبسكي، بالقرب من الاستاد الأولمبي المغلق في مركز المدينة. وهو أكبر مسجد في أوروبا، إذ يتسع لعشرة آلاف مصل في وقت واحد.
وهو أحد خمسة مساجد فقط تخدم مليوني مسلم في العاصمة الروسية.

## تاريخ
يرجع تاريخ بناء المسجد إلى عام 1902، حيث قرر بعض التجار التتار شراء أرض لبناء مسجد، وتم الانتهاء من بناء المسجد القديم عام 1904 وفقًا لتصميم المعماري نيكلاي جوكوف وتعرض البناء لبعض أعمال إعادة البناء منذ ذلك الحين. سُمي المسجد في بعض الأحيان «مسجد التتر» لأن مرتاديه كانوا في غالبيتهم من القومية التترية. ومن الناحية الاجتماعية، كان مسجد موسكو الجامع بمحل المسجد المركزي في روسيا. وهو واحد من أربعة مساجد في موسكو.
هُدم المسجد في 11 سبتمبر، 2011. وكان قرار هدمه مثيرًا للجدل، اعترضت عليه عدة منظمات إسلامية من منطلق الأهمية للتاريخية للمبنى. في يونيو 2008، أُعلن المسجد موقع تراث ثقافي، ومع ذلك، فقد أزيل من قائمة الآثار المعمارية والتاريخية في نهاية 2008. وبهذا لم يكن محميًا وقت هدمه. وكانت هناك مخططات لإعادة بناء المسجد، كان مشروع إعادة البناء من تصميم المعماري إلياس تاجيف. كان أحد أسباب إعادة البناء هو أن المبنى ينحرف عدة درجات عن اتجاه مكة. تضمن المشروع تفكيك المسجد، وجمع حجارته وإعادة تشييد المسجد في الاتجاه الصحيح. في 2009، عارض مجلس المفتين تاجيف، إذ ادعوا أولًا أنهم سيعملون على مشروع إعادة بناء آخر، ثم هدموا المبنى بحجة أنه كان على وشك الانهيار. صرح تاجيف بعد الهدم أن إعادة البناء كانت لا تزال ممكنة، وأن المبنى لم يكن معرضًا للانهيار. بهدم المسجد أصبح أول مبنًى ديني يهدم منذ 1978.

## المسجد الجديد
شُيد مسجد جديد على موقع المسجد السابق. وافتتح رسميًا في 9 ذي الحجة 1436 هـ، يوم عرفة، الموافق 23 سبتمبر، 2015 ميلاديًا؛ وافتتحه الرئيس فلاديمير بوتين، وحضر الافتتاح الرئيس التركي رجب طيب أردوغان والرئيس الفلسطيني محمود عباس، وكذلك حضر الافتتاح رئيس قيرغيزستان ألمازبيك أتامباييف ورئيس كازخستان نور سلطان نزارباييف. ويضم المسجد الجديد ست طوابق ويتسع المسجد الجديد لعشرة آلاف مصل.

## وصلات خارجية
- جامع موسكو الكبير: حقائق وأرقام، روسيا ما وراء العناوين.